# Њу Хоуп (Орегон)
Њу Хоуп (енгл. New Hope) насељено је место без административног статуса у америчкој савезној држави Орегон.

## Демографија
По попису из 2010. године број становника је 1.515.
| Група             | 2000.    | 2010.         |
| Белци             | 0 (0,0%) | 1.391 (91,8%) |
| Афроамериканци    | 0 (0,0%) | 2 (0,1%)      |
| Азијати           | 0 (0,0%) | 15 (1,0%)     |
| Хиспаноамериканци | 0 (0,0%) | 74 (4,9%)     |
| Укупно            | 0        | 1.515         |